# L'Arc du rêve
L'Arc du rêve (titre original : Arc of the Dream) est un roman de science-fiction de l'auteur américain A. A. Attanasio paru en 1986.

## Présentation de l'œuvre
L'Arc du rêve est le troisième roman du cycle Radix d'A. A. Attanasio, paru aux États-Unis en 1986. Le cycle de Radix compte quatre volumes : Radix (1981), In Other Worlds (1984), L'Arc du rêve (1986) et The Last Legends of Earth (1989). Seuls deux romans du cycle ont été traduits en français.